# تاجر طوابع البريد
تاجر طوابع البريد، هو فرد يتعامل في الطوابع ومنتجات هواة جمع الطوابع وقد يكون شركة خاصة للتجارة بالطوابع. ويشمل أيضاً الأفراد الذين يبيعون طوابع البريد للاستخدام اليومي أو طوابع الإيرادات لاستخدامها في وثائق المحكمة. وتجار الطوابع الذين يبيعون لهواة جمع الطوابع. وتجار الطوابع من أنواع عديدة وتتراوح أعمالهم من العمليات المنزلية الصغيرة إلى الشركات الدولية الكبيرة.

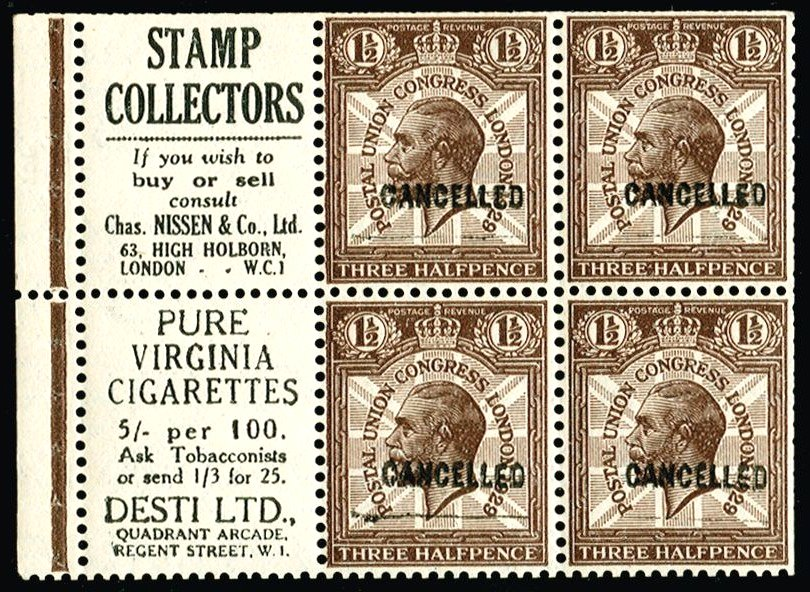
دعاية لتاجر الطوابع تشارلز نيسن على جزء من كتيب طوابع البريد لعام 1929 من طوابع بريطانيا

## طرق البيع

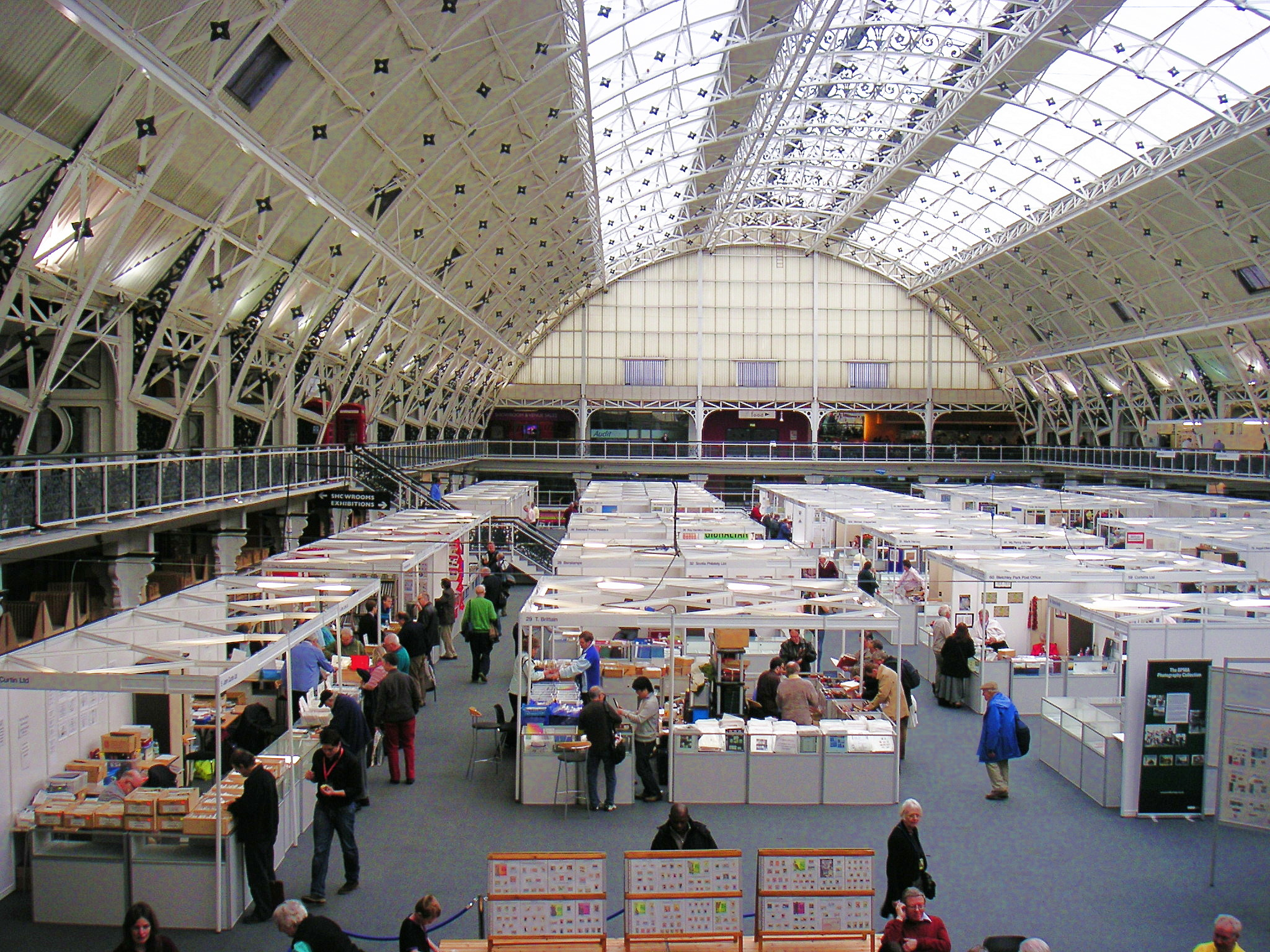
معرض كبير لبيع الطوابع يحتوي على سوق بورصة يلتقي فيها هواة جمع الطوابع والتجار.

قد يبيع تجار البريد عن طريق الطلبات البريدية أو في معارض الطوابع أو في أماكن البيع بالتجزئة الخاصة بهم أو من خلال مزاد البريد أو عن طريق إرسال حزم من الطوابع عند الموافقة إلى هواة جمع الطوابع.

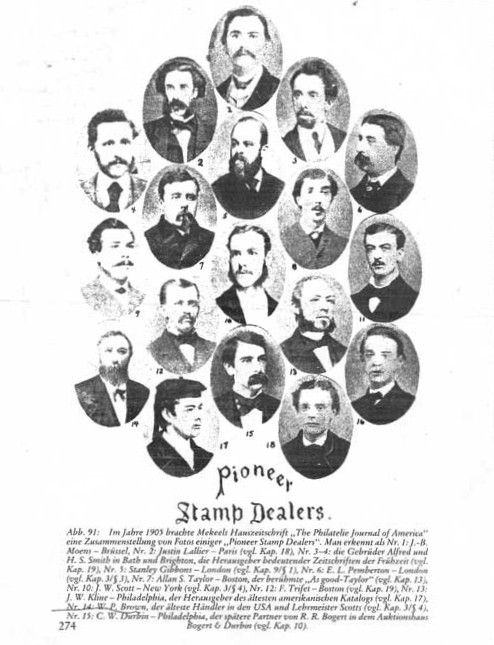
مجموعة صور من 18 تاجر طوابع مشهور في القرن التاسع عشر.

ويبيع التجار بشكل متزايد على مواقع المزادات على شبكة الإنترنت مثل شركة إي باي أو ديلكامب. كما يختلف التجار أيضاً في نوع المواد التي يتعاملون بها، بدءاً من المخزون العام إلى الشركات المتخصصة للغاية التي تتاجر فقط في بلدان أو مجالات موضوعية معينة.

## فهارس الطوابع

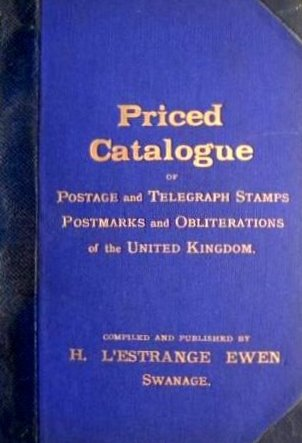
دليل هيربرت لسترانج إيوين لطوابع البريد والبرق ، الطبعة الرابعة سنة 1895.

تطورت فهارس الطوابع بشكل أساسي من قوائم أسعار تجار الطوابع، على الرغم من أن معظم فهارس الطوابع اليوم لم تعد تمثل قائمة أسعار التجزئة. ويُعد دليل ستانلي غيبونز استثناءً من حيث المبدأ، حيث لا يزال يُظهر السعر الذي سيبيعون به طابعًا معينًا في متجرهم في لندن، أو عن طريق الطلب بالبريد، إذا كان لديهم في المخزون وكان في الحالة المحددة الموضحة في الملاحظات في بداية الفهرس. من الناحية العملية، هناك العديد من العناصر غير متوفرة في المخزون، أو ليست في نفس الحالة، أو يختلف السعر الذي يُباع به الطابع لسبب آخر عن السعر الموضح في الفهرس. وقد نُشر دليل ستانلي غيبونز في الأصل كقائمة أسعار طابع البنس الواحد في نوفمبر 1865.
على عكس بعض الأسواق الأخرى، مثل الأسهم والشركات، فإن غالبية المعاملات في تبادل الطوابع البريدية أو سوق الطوابع تتم بشكل غير رسمي، عن طريق الطلبات البريدية أو في بيئات البيع بالتجزئة، وبالتالي يصعب تحديد حجم السوق. وقد قُدرت قيمتها بحوالي 5 مليارات جنيه إسترليني. وقد قدر مايك هول من شركة ستانلي جيبونز في مقابلة أجريت معه في عام 2007، أن "حوالي مليار دولار من الطوابع النادرة يجري تداولها سنويًا في سوق الطوابع التي تبلغ قيمتها 10 مليارات دولار سنويًا. وقدر عدد هواة جمع الطوابع النادرة في جميع أنحاء العالم بحوالي 30 مليون شخص في عام 2004. وفي عام 2009، قدر أدريان روز من شركة ستانلي جيبونز الرقم بحوالي 48 مليون شخص بما في ذلك 18 مليون شخص في الصين. ولا يُعرف عدد هواة جمع الطوابع الجادين من بين هؤلاء.

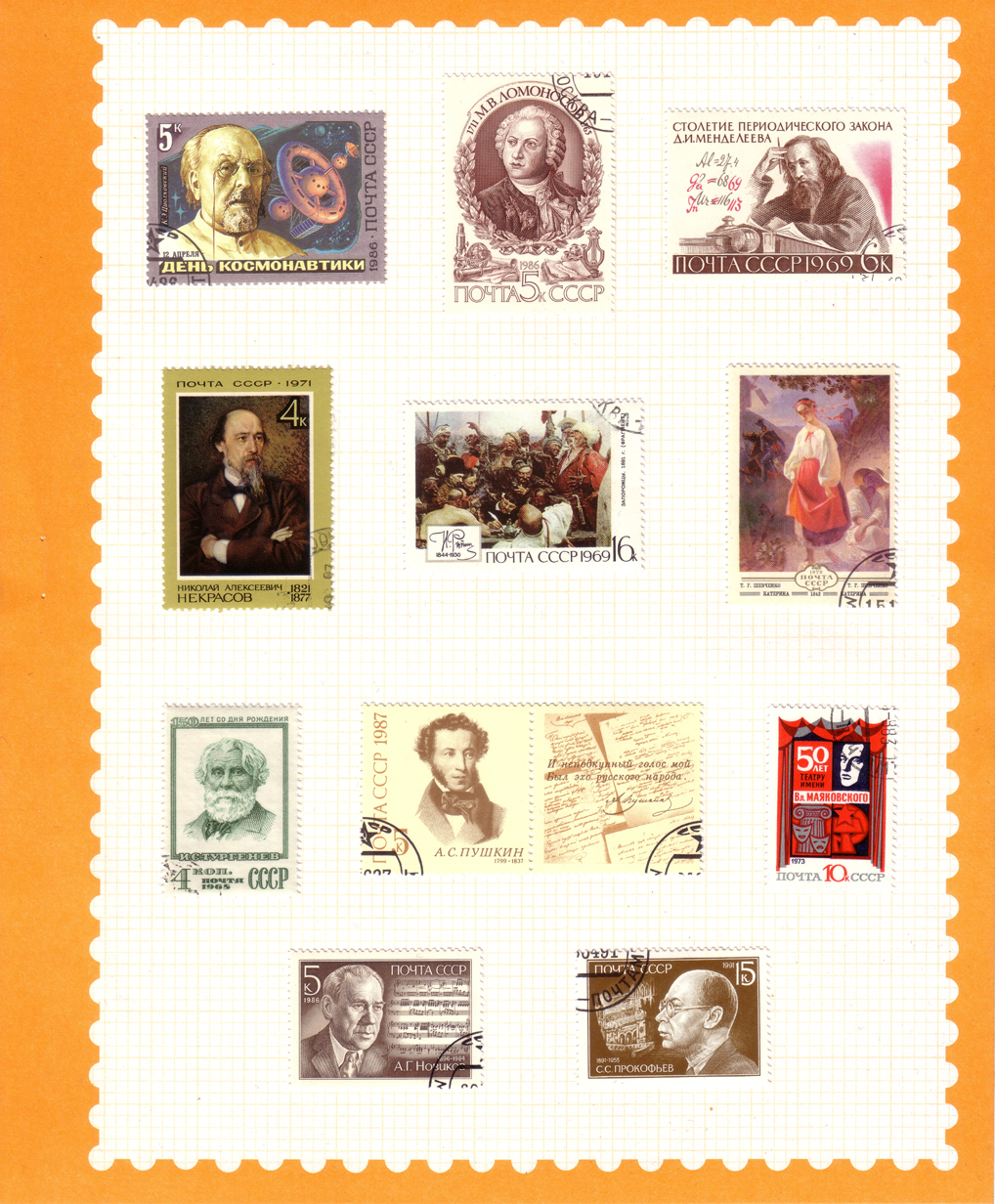
صفحة عرض الطوابع لمجموعة من الطوابع البريدية لاتحاد الجمهوريات الاشتراكية السوفياتية

## روابط خارجية
- تجار الطوابع في بريطانيا العظمى – postalstationery.org.uk